# The Song Project Live at Le Poisson Rouge
The Song Project est un projet qui date de 2013, année du soixantième anniversaire de John Zorn. À cette occasion, le compositeur a demandé à quelques chanteurs de son entourage (Jessie Harris, Sean Lennon, Sofia Rei, Mike Patton) d'écrire des textes sur certaines de ses compositions les plus mélodieuses. En 2013, ce projet s'est matérialisé lors de plusieurs concerts consacrés aux 60 ans du compositeur (Zorn@60). The Song Project a été joué entre autres en Australie, au Québec, en France, à New York, Varsovie, Londres. Une version studio est parue en 2014 (The Song Project). The Song Project Live at Le Poisson Rouge a été enregistré au Poisson rouge, un cabaret consacré aux arts à New York.

## Titres
| No  | Titre                    | Durée |
| --- | ------------------------ | ----- |
| 1.  | Flying Blind             | 02:04 |
| 2.  | Sombra en el Espejo      | 05:34 |
| 3.  | The Wind in the Clouds   | 03:50 |
| 4.  | Perfect Crime            | 4:55  |
| 5.  | Kafirstan                | 3:57  |
| 6.  | Para Borrar Tu Andar     | 4:32  |
| 7.  | Do Not Let Us Forget     | 2:37  |
| 8.  | La Despedida             | 3:24  |
| 9.  | Burn                     | 1:53  |
| 10. | Waiting For Christmas    | 5:28  |
| 11. | The Man in the Blue Mask | 5:05  |
| 12. | Assassin's Bay           | 4:52  |
| 13. | End Announcements        | 0:52  |

## Personnel
- Cyro Baptista : percussion
- Joey Baron : batterie
- Trevor Dunn : basse
- Jesse Harris : voix
- John Medeski : orgue, piano, Fender Rhodes
- Mike Patton : voix
- Marc Ribot : guitare
- Kenny Wollesen : vibraphone
- John Zorn : chef d'orchestre
- Sofia Rei : voix